# Cololejeunea laevigata
Cololejeunea laevigata là một loài Rêu trong họ Lejeuneaceae. Loài này được (Mitt.) R.M. Schust. mô tả khoa học đầu tiên năm 1963.